# Mkundi (Tandahimba)
Mkundi ist ein Verwaltungsbezirk (englisch Ward) des Distrikts Tandahimba in der tansanischen Region Mtwara.

## Geografie
Mkundi liegt im Südosten von Tansania etwa 20 Kilometer Luftlinie südwestlich der Distrikthauptstadt Tandahimba. Der Bezirk liegt am Fluss Rovuma, der die Grenze zu Mosambik bildet, und grenzt im Norden an Chikongola und Lukokoda, im Osten an Mnyawa und Mchichira, im Süden an Mosambik und im Westen an Mcholi I, Mtumachi, Mcholi II und Mahuta. Bei der Volkszählung 2022 lebten 11.637 Menschen in 3332 Haushalten auf einer Fläche von 81 Quadratkilometern.

## Gliederung
Der Bezirk besteht aus sieben Gemeinden (Mtaa) mit 26 Orten (Kitongoji):
| Lipalwe I - Kiwanjani - Mkunguni - Mikoroshoni - Mbuyuni | Dinembo - Malito - Ngojeni - Masaki - Matogoro | Chitoholi Juu - Mbuyuni - Tandale - Tandika - Madina | Mikunda Sokoni - Tandale B - Yombo - Kijiweni - Tandale A | Mikunda Shuleni - Chang'ombe - Dodoma A - Dodoma B - Mwembechai | Lipalwe II - Bwawani - Kilimahewa | Chitoholi - Usalama - Jidda - Tandale - Mbuyuni |

## Infrastruktur
- Bildung: Die Mkundi Secondary School ist eine staatliche weiterführende Tagesschule mit einer Ausbildung bis zur 4. Stufe.[8]
- Gesundheit: In den Gemeinden Lipalwe uns Dinembo gibt es je eine staatliche Apotheke.[9][10]